# Ambystoma barbouri
Ambystoma barbouri é uma espécie de anfíbio caudado pertencente à família Ambystomatidae. Endêmica do Região Centro-Oeste dos Estados Unidos.